# Zemeros flegyas
Zemeros flegyas is een vlindersoort uit de familie van de prachtvlinders (Riodinidae), onderfamilie Nemeobiinae.
Zemeros flegyas werd in 1780 beschreven door Cramer.